# Sergio Álvarez
Sergio Álvarez Conde (Catoria, 3 augustus 1986) is een Spaans voormalig voetballer die als doelman speelde. Hij stroomde in 2004 door vanuit de jeugd van Celta de Vigo.

## Clubcarrière
Álvarez werd op dertienjarige opgenomen in de jeugd van Celta de Vigo, nadat hij eerder bij Arosa SC speelde. Vijf jaar later debuteerde hij in het tweede elftal van Celta de Vigo. Tijdens het seizoen 2008/09 werd hij verhuurd aan Racing Ferrol. Op 4 juni 2011 debuteerde de doelman in de laatste wedstrijd van het seizoen 2010/11 in het eerste elftal van Celta, toen actief in de Segunda División A. Tegenstander die dag was FC Cartagena. Kort erna werd Álvarez definitief aan het eerste elftal toegevoegd. In 2012 promoveerde hij met de club naar de Primera División. Na het vertrek van Yoel Rodríguez naar Valencia CF in 2014, werd hij eerste doelman.
1 Villar ·
2 Starfelt ·
3 Mingueza ·
5 Carreira ·
6 Moriba ·
7 Iglesias ·
8 Beltrán ·
9 Douvikas ·
10 Aspas  ·
11 Cervi ·
12 González ·
13 Guaita ·
14 De la Torre ·
15 Aidoo ·
16 Jailson ·
17 Bamba ·
18 Durán ·
19 Swedberg ·
20 Alonso ·
21 Ristić ·
22 Manquillo ·
23 Allende ·
24 Domínguez ·
25 Rodríguez ·
30 Álvarez ·
33 Sotelo ·
Coach: Giráldez